# Джуд Незаметный
Джу́д Незаме́тный (англ. Jude the Obscure) — последний роман Томаса Харди, опубликованный в США в 1895 году.

## Сюжет и публикация
Роман посвящён молодому человеку Джуду, каменщику из маленького провинциального города, который мечтает стать учёным; он женится на давно добивавшейся его девушке — Арабелле, но вскоре избранница покидает его. Герой влюбляется в свою кузину Сью; он знакомит её со своим бывшим школьным учителем, за которого она выходит замуж, однако, будучи влюблена в Джуда, чувствует себя несчастной в браке. Сью уходит от своего мужа к Джуду, и они начинают жить вместе, вскоре обзаведясь двумя детьми (у Джуда есть ещё ребёнок от первого брака). Далее события книги развиваются плачевно для обоих героев романа — первый сын Джуда убивает двух детей своего отца от Сью и кончает жизнь самоубийством. Спокойная жизнь семьи прерывается начавшейся цепью трагических событий.
Вскоре после публикации личность Харди завоевала скандальную известность. Роман и сам писатель подверглись многочисленным агрессивным нападкам со стороны литературных критиков и лично Э. Комстока, так что автору пришлось внести коррективы в текст произведения и даже сменить его название. Книга была изъята из многих библиотек страны.

## Экранизация
По мотивам романа в 1996 году британским кинорежиссёром М. Уинтерботтомом была снята двухчасовая мелодрама «Джуд», 10 сентября того же года представленная на международном кинофестивале в Торонто (Канада).

### Издание на русском языке
- Гарди Т. Джуд Незаметный // Гарди Т. Тэсс из рода д'Эрбервиллей. Джуд Незаметный. — М.: Художественная литература, 1970. — С. 381—751. — 782 с. — (Библиотека всемирной литературы).

### Исследования
- Абилова Ф. А. От пола к гендеру: женский вопрос в романах Т. Гарди «Тэсс из рода д’Эрбервиллей» и «Джуд Незаметный» // XVIII век: женское / мужское в культуре эпохи: Научный сборник / Под ред. Н. Т. Пахсарьян. — М.: Экон-информ, 2008. — С. 473—480. — 536 с.
- Абилова Ф. А. Роман Т. Гарди «Джуд Незаметный»: взгляд из XX века // Литература XX века: итоги и перспективы изучения / Под ред. Н. Т. Пахсарьян. — М.: Экон-информ, 2003. — С. 60—64. — 147 с.
- Абилова Ф. А. Роман Т. Гарди «Джуд Незаметный»: предчувствие кубизма // Литература XX века: итоги и перспективы изучения / Под ред. Н. Т. Пахсарьян. — М.: Экон-информ, 2006. — С. 71—76.
- Баранова А. В. Первые переводы романа Томаса Гарди «Джуд Незаметный» в России // Вестник Пермского университета. Российская и зарубежная филология. — 2017. — Т. 9, № 2. — С. 73—81.
- Матченя С. Р. Одинокая мятущаяся женщина в романе Т. Гарди «Джуд Незаметный» // Вестник Оренбургского государственного педагогического университета. — 2001. — № 2. — С. 132—139.
- Урнов М. В. Томас Гарди: Очерк творчества. — М.: Художественная литература, 1969. — 150 с.
- Фёдоров А. А. Жанровое своеобразие романа Т. Гарди «Джуд незаметный» (некоторые аспекты психологизма) // Научные труды Свердловского педагогического института. — 1976. — Вып. II. — С. 40—57.
- Шимина Е. В. Библейская символика в романе Томаса Харди «Джуд незаметный» // Вестник Московского государственного областного университета. Сер.: Русская филология. — 2009. — № 1. — С. 215—222.
- Шимина Е. В. Символика цвета и света в романе Т. Харди «Джуд Незаметный» // Вестник Московского государственного областного университета. Сер.: Русская филология. — 2010. — № 4. — С. 145—150.
- Dawn B. Sova. Literature Suppressed on Sexual Grounds. — Infobase Publishing, 2006. — 369 с. — ISBN 9780816071494.